# 기 (사성)
기(杞, ? ~ 기원전 445년)는 중국 주나라의 제후국이다. 공실의 성은 사(姒)이고 서주 무왕이 은나라를 멸망시킨 후 옛날 하나라 우왕의 후예인 동루공을 찾아내 기나라에 봉함으로써 건국되었다. 춘추시대에 들어서서 국토가 좁아지고 미약해져 결국 기원전 445년에 초 혜왕에 의해 멸망당했다.
기는 약소국이었기 때문에 역사서에서의 기록은 지극히 한정적이다. 사마천의 《사기》〈진기세가(陳杞世家)〉에 기나라에 대한 기록이 있지만 불과 270자이며 '기는 작고 약하여 기사를 쓰기에는 부족하다'고 다루어지고 있다. 이와 같이 국력도 충분하지 않은 약소국이었기 때문에 주 왕실이 약해진 춘추시대에 접어들어 주변국과의 외교 관계 안에서 천도를 반복하였다. 당초에는 도읍이 허난성 치 현 일대에 있었지만 그 후 산둥성 신타이 시, 창러 현, 안추 시로 옮겼다.
기는 비록 약소국이었지만 하나라의 후예이고 하례를 보존하고 있어 유가에서는 큰 의의가 있었다. 공자도 하나라의 예법을 배우기 위해서 기를 방문한 기록이 있다. 그러나 《춘추》에 따르면 이족(夷族)의 예법을 따라서 주변국들로부터 멸시를 받았고, 이에 기나라 임금의 작위가 후작이며 마땅히 기후(杞侯)라 불려야 함에도 불구하고 자주 기백(杞伯) 또는 기자(杞子)라고 낮추어 표현되었다.
현재까지 고고학의 성과에 의한 기나라의 출토품은 한정적이다. 은허에서 발굴된 갑골문자 안에 기의 문자를 기록한 것이 발견되고 있어 상나라 시대에 기가 존재하고 있었다는 증거로 여겨지지만 치 현에서의 고고학상의 발견은 아직도 이루어지지 않았다. 신타이에서는 청나라 시대의 도광제 연간 및 광서제 연간에 청동기가, 2002년에는 주가장에서 기나라의 귀족묘장군이 발견되어 신타이에 기가 존재하고 있던 것을 증명하고 있다.
후에 기나라의 공자 중 한 명이 제나라를 섬겨 포(鮑)의 땅을 받은 데에서 포씨를 자칭했고 제 환공 때의 현신으로 유명한 포숙아를 배출하였다.

## 역대 군주
| 대수 | 시호           | 휘         | 재위 기간                   |
| ---- | -------------- | ---------- | --------------------------- |
| 1    | 동루공(東樓公) |            |                             |
| 2    | 서루공(西樓公) |            |                             |
| 3    | 제공(題公)     |            |                             |
| 4    | 모취공(謀娶公) |            |                             |
| 5    |                | 매망(每亡) |                             |
| 6    | 무공(武公)     |            | 기원전 750년 ~ 기원전 704년 |
| 7    | 정공(靖公)     |            | 기원전 703년 ~ 기원전 681년 |
| 8    | 공공(共公)     |            | 기원전 680년 ~ 기원전 673년 |
| 9    | 덕공(德公)     |            | 기원전 672년 ~ 기원전 655년 |
| 10   | 성공(成公)     |            | 기원전 654년 ~ 기원전 637년 |
| 11   | 환공(桓公)     | 고용(姑容) | 기원전 636년 ~ 기원전 567년 |
| 12   | 효공(孝公)     | 개(匃)     | 기원전 566년 ~ 기원전 550년 |
| 13   | 문공(文公)     | 익고(益姑) | 기원전 549년 ~ 기원전 536년 |
| 14   | 평공(平公)     | 울(鬱)     | 기원전 535년 ~ 기원전 518년 |
| 15   | 도공(悼公)     | 성(成)     | 기원전 517년 ~ 기원전 506년 |
| 16   | 은공(隱公)     | 기(乞)     | 기원전 506년                |
| 17   | 희공(僖公)     | 수(遂)     | 기원전 505년 ~ 기원전 487년 |
| 18   | 민공(湣公)     | 유(維)     | 기원전 486년 ~ 기원전 471년 |
| 19   | 애공(哀公)     | 알로(閼路) | 기원전 470년 ~ 기원전 461년 |
| 20   | 출공(出公)     | 칙(敕)     | 기원전 460년 ~ 기원전 449년 |
| 21   | 간공(簡公)     | 춘(春)     | 기원전 448년 ~ 기원전 445년 |